# Paul-Marcel Gauthier
Paul-Marcel Gauthier (* 23. Januar 1910 in Montreal; † 22. März 1999 ebenda) war ein kanadischer Priester, Sänger und Komponist.
Der Sohn des Folkloresängers Conrad Gauthier wurde 1935 zum Priester geweiht. Er war Vikar an verschiedenen Kirchen der Stadtregion Quebec und später Almosenier der Royal Canadian Air Force und der Frères des auxiliaires du clerge de Montreal. Er nahm 1964 auf vier LPs Lieder seines Vaters unter dem Titel Les Veillées du bon vieux temps auf. Selbst komponierte er unter dem Pseudonym Jean-Baptiste Purlenne "wholesome little songs". Mehr als 50 davon, darunter La Chanson des p'tits poissons und La Chanson du petit voilier, wurden von Marc Gélinas und Paolo Noël bei RCA Records auf Singles aufgenommen.